# ミゲル・アンヘル・ニエト
ミゲル・アンヘル・ニエト・デ・ラ・カジェ（Miguel Ángel Nieto de la Calle, 1986年1月12日 - ）は、スペイン・マドリード出身の元サッカー選手。現役時代のポジションはMF。
右ウィングを得意とし、スペイン版クリスティアーノ・ロナウドとも呼ばれる。

## 経歴
2000年にレアル・マドリードのカンテラに入る。2004年にレアル・マドリードCに昇格し、3シーズンを同チームで過ごす。その間、何度かトップチームに招集されている。
トップチームでのデビュー戦となったのは、2006-07シーズンのUEFAチャンピオンズリーグのグループステージ最終戦、ディナモ・キエフ戦である。リーグでのデビュー戦は2007年1月27日のバレンシアCF戦である。翌週のレバンテUD戦でも出場している。
2007-08シーズンはレアル・マドリード・カスティージャでプレーした。2008年7月1日、レアル・マドリードとの契約期間が終了し、UDアルメリアと5年契約を結んだ。2008-09シーズンは主力として期待されたが、10試合の出場（先発出場は4試合）に終わった。

## 所属クラブ
- レアル・マドリードC 2004-2007
- レアル・マドリード 2006-2007
- レアル・マドリード・カスティージャ 2007-2008
- UDアルメリア 2008-2011

→ ヘレスCD 2011 (Loan)
- CDヌマンシア 2011-2013
- ラシン・サンタンデール 2013-2014
- コルドバCF 2014
- エルクレスCF 2015-2017
- CDアルコヤーノ 2018-2019